# 诺德斯特龙百货公司
诺德斯特龙百货公司（Nordstrom）是一家美国高档时装零售公司，由约翰·W·诺德斯特龙与卡尔·F·沃林创建于华盛顿州西雅图。公司最初是一家鞋类零售公司，后期将业务扩展至服饰、饰品、手袋、珠宝、化妆品和香水。一部分诺德斯特龙百货公司还有婚礼与家居部门。公司共在34个州拥有252家商店，其中117家为全线商品商店，132家为折扣店。公司计划于2014年开始在加拿大开设5家新店，并于2018年在纽约市开设第一家全线商品店。 诺德斯特龙在美国全国范围内的竞争对手包括奢侈品零售商布鲁明黛百货公司、罗德与泰勒百货、内曼·马库斯以及萨克斯第五大道。与其竞争对手相比，诺德斯特龙拥有最多的商店数量以及最广的地理分布。

## 历史沿革

### 早期历史
像其他许多在19世纪晚期的瑞典人一样，1887年，16岁的约翰·W·诺德斯特龙移民到了美国找寻更多机会。他出生于瑞典吕勒奥附近名叫阿莱的小村庄。他出生时的名字是约翰·诺德斯特姆（Johan Nordström），后来他将该名字改为更英语式的约翰·诺德斯特龙。到了纽约之后，他在密歇根州找到了他的第一份工作。在全美国干过各式各样的工作后，他用攒下的钱在华盛顿州阿灵顿 (华盛顿州)购买了一处20-英畝（81,000-平方）的土豆农场。1897年，他和无数人离开了西雅图，参加到了加拿大育空的克朗代克淘金热当中。经过两年不断的探矿，他终于发现了金矿，并以一万三千美元的价格卖掉了。 带着新财富，他回到了西雅图，娶了希尔达·卡尔森，并开始需找新的商机。最终在1901年时，他开了一家名叫沃林与诺德斯特龙的鞋店。卡尔·F·沃林是该鞋店的另一创始人，并且是鞋店旁修鞋店的老板。 约翰和希尔达育有五个孩子，其中埃弗雷特，埃尔默和劳埃德三个孩子都从事了家族生意。1923年，沃林与诺德斯特龙鞋店在西雅图开了第二家店，刚从华盛顿大学毕业的埃尔默此时已经有了足够的经验并且可以负责新店的开张事宜。
1928年，约翰·W·诺德斯特龙退休并将他的股份卖给了他的两个儿子埃弗雷特和埃尔默。1929年，沃林也退休后也将股份卖给了诺德斯特龙的两个儿子。1930年，改造后的第二大道并已更名为诺德斯特龙百货公司的店重新开张。劳埃德于1933年加入公司，三兄弟协力经营公司余四十年
到了1958年，诺德斯特龙百货公司已经扩张到了两个州共有八个店铺，但仍然只出售鞋类。他们的扩张是通过顾客服务，产品以及超全尺码为基础。1963年，在收购了西雅图最佳服装公司后，诺德斯特龙开始销售服装。1969年，公司更名为最佳诺德斯特龙(Nordstrom Best)。
到了1968年，当埃弗雷特要退休时，诺德斯特龙家族第二代人已打算将公司出售。但诺德斯特龙家族包括布鲁斯（埃弗雷特之子），詹姆斯和约翰（埃尔默两子）以及约翰·麦克米伦（劳埃德女儿的丈夫）在内的第三代人说服长辈将公司在证券交易所上市，并允许堂兄弟接管了家族生意。1971年，公司于纳斯达克上市，股票代码为"NOBE" (最佳诺德斯特龙)。1973年，"最佳"从公司的名称中去掉，公司正式更名为其现在的名字：诺德斯特龙百货公司。 1999年，公司转至纽约证券交易所，证券代码改为以创始人约翰·W·诺德斯特龙的简称JWN。

### 20世纪70年代-90年代
1975年，诺德斯特龙百货通过收购阿拉斯加商贸公司扩张至阿拉斯加州（唯一一次通过收购扩张）并且在西雅图开了第一家诺德斯特龙折扣店(Nordstrom Rack)。 至此，公司在西北地区零售商销售额已经接近2.5亿美元（是的其成为美国第三大专业零售商）。1978年，公司在科斯塔梅萨开了南加州的第一家店。到了1990年初，其共在加州地区开了包括折扣店在内的26家店。接下来的扩张并没有明显的地域性，首先是在东北地区（1988年，泰森中心），中西部（1991年奥克布鲁克中心），东南部（1998年亚特兰大），西南部（1996年达拉斯）。 每到一个新的地区，最初的商店是用作培训和为后续扩展招聘的基地，并且通常配有自己的配售中心。 自1978年至1995年，诺德斯特龙 （页面存档备份，存于）百货在全国范围开了46家全线百货公司。
1976年，诺德斯特龙百货开了一系列名叫Place Two的店专门针对小众市场出售限量版服装。到了1983年，全国共有10家Place Two店铺，但升级小店的成本，尤其是系统角度来看，远超过了其所带来的收益，所以该部门也随即不再营业。 1993年，公司扩张为直销，显示新建了一个由约翰的儿子丹来管理的产品目录部门 接下来又开始电子商务业务。 诺德斯特龙百货电子商务平台的运营中心和联络中心位于爱荷华州的锡达拉皮兹和西雅图。当前，公司在加州安大略, 俄勒冈州的波特兰，爱荷华州的迪比克，马里兰州的上马尔伯勒和佛罗里达州的盖恩斯维尔都设有配送中心。
Nordstrom FSB是诺德斯特龙百货公司的全资子公司，是一家联邦政府特许的并以诺德斯特龙名义在经营的银行。银行1991年成立于亚利桑那州斯科茨代尔，并在科罗拉多州的恩格尔伍德设有客服中心。Nordstrom FSB的前身是诺德斯特龙国家信贷银行，于2000年改为现在的名字。银行提供各种银行和信贷业务，比如诺德斯特龙VISA信用卡，诺德斯特龙零售信用卡和借记卡，有息支票账户，支票保证卡和存款单。它以其会员计划——诺德斯特龙时尚奖励——的名义向顾客提供诺德斯特龙银行卡，客户可以通过使用该卡赚取积分。公司的其他奖励活动包括诺德斯特龙消费卷，顾客可以在商店内像现金一样使用。诺德斯特龙VISA信用卡还有一个可选的旅游/休闲积分特征。根据每年在店内消费数量的不同，公司的会员计划分为4个等级，并每年针对会员提供双倍积分，三倍积分或十倍积分的活动。
1995年起，家族的第四代弟兄们曾任公司的联合总裁。在约翰·惠特克于1997年成为第一任非诺德斯特龙家族成员的总裁后， 2001年，诺德斯特龙家族成员：布鲁斯的儿子们（布雷克，艾瑞克和皮特）通过继续担任公司的重要角色又夺回了对公司的控制权。
1998年诺德斯特龙公司将其位于西雅图市中心的店搬至街对面的弗雷德里克与尼尔逊大楼内。位于西雅图市中心的诺德斯特龙百货是公司旗下所有店铺中最大的一家，其面积为 383,000平方英尺（35,600平方）。而公司最小的的店铺（截至2008年9月）是1980年开业位于俄勒冈州塞勒姆的店，面积仅为72,000平方英尺（6,700平方）。

### 2000年至今
在商铺扩张的同时，公司又在1979年涉猎餐厅生意。1989年，公司于威斯菲尔德旧金山购物中心开张了其在加州的旗舰店，包括了四家餐厅以及一个英式酒吧。近来，其老店中的“意式咖啡吧”不再新建，取而代之的是提供各种小零食和更多饮料选择的“eBar”。小型（一般为两层楼）店铺现在设有小咖啡馆，提供和"eBar”一样的餐单，但同时提供有座位。公司还改进了他的四家餐厅（只有一部分商店有），休闲类的"Classic Cafe"，"Marketplace Cafe"和"Cafe Bistro"专门提供专门从事砖炉菜式，"Nordstrom Grill"提供食物和酒精类饮料。诺德斯特龙百货的餐厅都有着类似的菜单和每天不同的特色菜，所有餐厅都提供啤酒和烈酒。

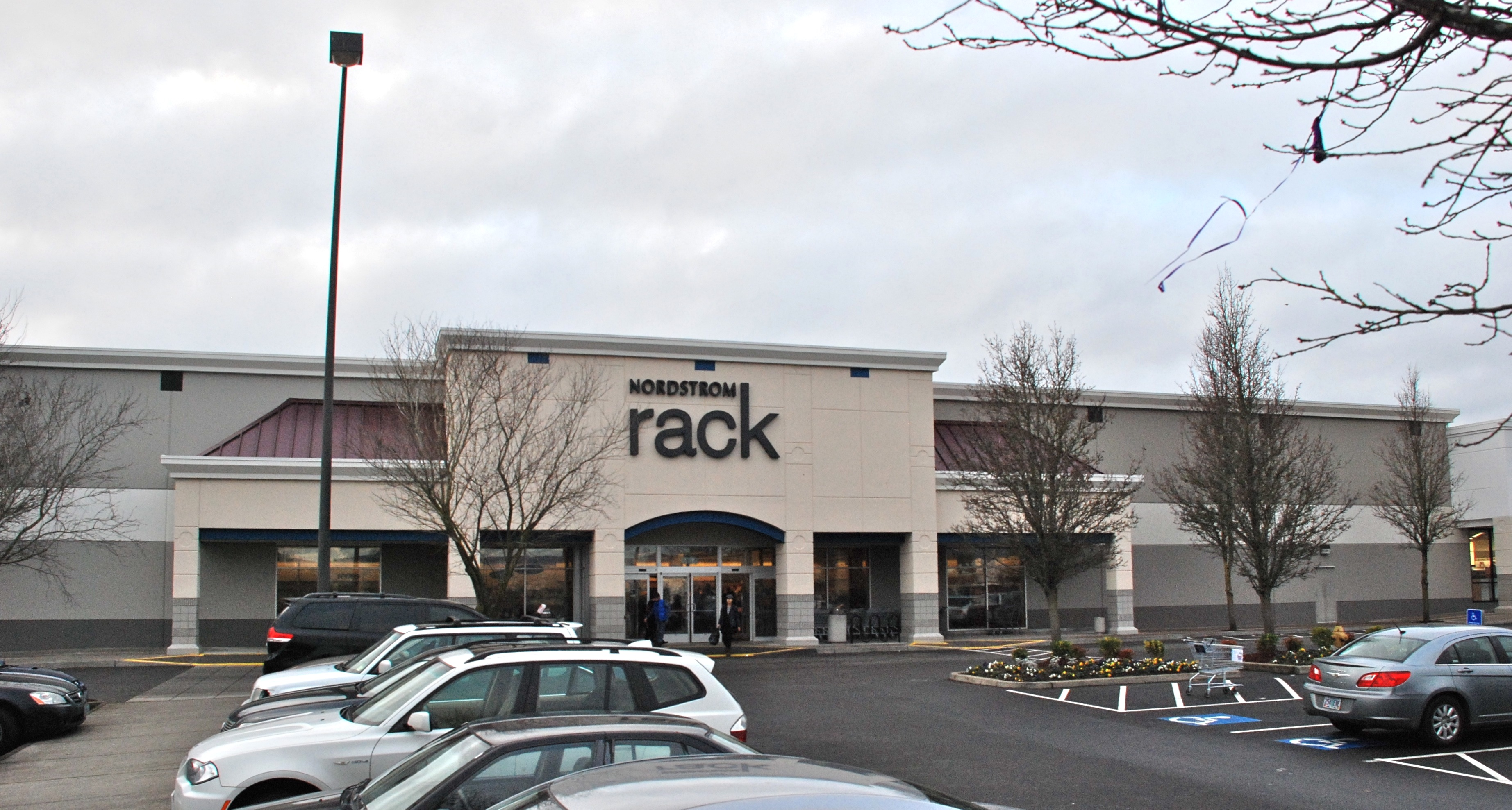
诺德斯特龙位于俄勒冈州希尔斯伯勒的折扣店

2007年，诺德斯特龙出售了其独立的精品零售品牌法颂，但到现在公司仍旧销售该品牌。
2011年2月，公司宣布收购总部设在洛杉矶的闪购网站“HauteLook”。交易包括诺德斯特龙付给HauteLook价值1.8亿美元的股票以及一个为期三年以“HauteLook”经营业绩表现进行支付的协议。
2011年5月26日，公司宣布，由于业绩下滑将关闭其在印第安纳波利斯 塞克中心的店。其位于印第安纳波利斯北部齐斯通购物中心的店和将在河边购物中心开设的折扣店将成为公司在印第安纳州仅有的两处店铺。诺德斯特龙店铺总裁艾瑞克·诺德斯特龙说：“我们很愿意在印第安纳波利斯为我们的客户服务，但遗憾的是我们的业绩在很长一段时间内一直在下滑，尽管我们做出了我们的努力，但并没有什么改善。”

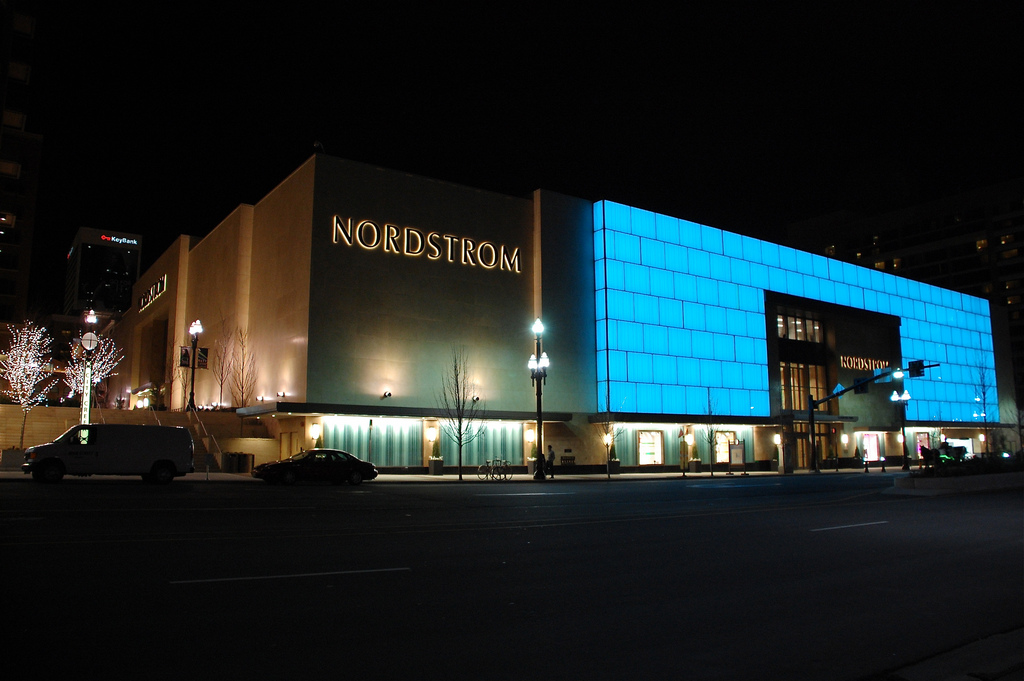
位于犹他州盐湖城市中心的诺德斯特龙百货夜景

2011年8月，诺德斯特龙百货在纽约市的苏豪区开了一家名为Treasure & Bond的店。该店的所有收益都捐献给了慈善组织。Treasure & Bond的客户群主要是年轻人，更像是来逛诺德斯特龙百货人群的妹妹。
2012年3月22日，盐湖城市中心的城市景观中心开业， 同时开业的还有诺德斯特龙百货。 在中心西面紧挨着圣殿广场的一侧还有灯光景象。城市景观中心的另一家主要商场是梅西百货公司。
在同一时间，诺德斯特龙百货还宣布要于2014年在密尔沃基开设一家诺德斯特龙折扣店。 2012年11月下旬，诺德斯特龙宣布他们将于2015年在密尔沃基梅费尔购物商场开业一家诺德斯特龙全线店，仅距离诺德斯特龙折扣店两个街区。这家店是诺德斯特龙计划中仅有的几家正要新开的全线商店之一。密尔沃基是全国最大的没有诺德斯特龙百货的城市群。 这种未满足的需求才促使了诺德斯特龙决定在密尔沃基区域开设新店。
2013年1月4日，诺德斯特龙确定将在明尼阿波利斯-圣保罗都会区地区选址开设新店。新店将开设在利金戴尔中心，并将成为明尼阿波利斯-圣保罗都会区第二大的店。在199年于美国商城成功开店之后，诺德斯特龙一直寻求在双子城扩展市场。 2007年诺德斯特龙宣布计划于2011年在利金戴尔中心开设新店，但在2009年时取消了该计划。 最新宣布的消息是将于2015年秋天开设新店。

### 扩张至加拿大

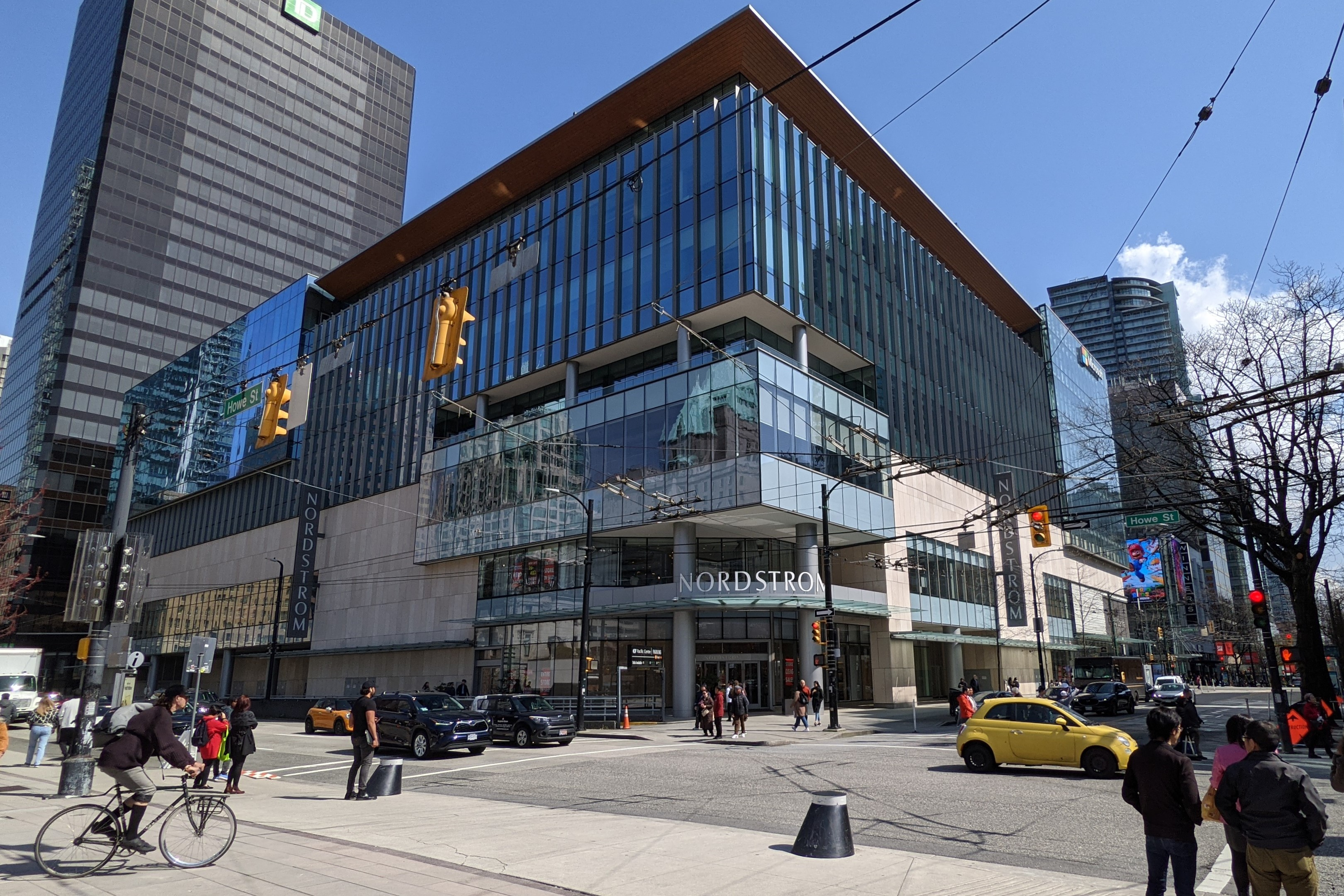
2015年開設的温哥华分店

2012年9月13日，诺德斯特龙正式对外宣布了其加拿大扩张计划，宣布其将在加拿大最著名的购物中心新开4家店。其中三家均为原先的西尔斯百货现为卡迪拉克美景公司旗下的购物中心：温哥华的太平洋购物中心，卡尔加里的奇努克中心和渥太华的里多购物中心，这将花费诺德斯特龙1.7亿元。第4家店位于多伦多的舍维花园购物中心。加拿大诺德斯特龙计划将于2014年秋季（卡尔加里店），2015年春季（渥太华和温哥华店）和2016年（多伦多店）开业。 2013年4月8日，诺德斯特龙对外宣布其位于多伦多约克戴尔购物中心的第五家店于2016年开业。

## 销售
诺德斯特龙传统上每年只有5次特定的折扣活动。其中四次为年中促销，不同部门有特定的促销活动。针对女士和儿童的年中促在5月和11月，针对男士的年中促在6月中和12月底。
诺德斯特龙最大的促销活动是诺德斯特龙周年庆促销，一般是在每年的7月。数量有限的将于秋天发布的商品会被提早送至诺德斯特龙以超大折扣销售。周年庆促销的十天前，诺德斯特龙会员能够与销售人员预约以提早选购促销商品。

## 员工手册
多年以来，新员工都会收到一张灰色，13厘米X20厘米大小，单页纸并只写有75个字的员工手册：

欢迎加入诺德斯特龙百货公司
我们很高兴有你的加入。我们的首要目标是提供给客户卓越的服务。请将你的个人目标和职业目标都提升至较高水平。 我们相信你有能力做到。
诺德斯特龙规则：第一条：请在所有情况下使用最优判断。再无其他规则。
尽管在任何时候向你的部门经理、商店经理或区域经理提出疑问。

如今，新员工培训时只被提醒注意要“使用最佳判断”，并同时收到一些其他法规和公司期望的手册。无论如何，诺德斯特龙一直将“使用最佳判断”作为新员工的首要职责。

## 公众认识度
在《财富》杂志2009年“100家最适合工作的公司”榜单中，诺德斯特龙百货公司被评为第72名。 (诺德斯特龙是《财富》杂志 “100家最适合工作的公司”榜单的荣誉成员) 诺德斯特龙百货公司在2008年时位于该榜单的第36名，2007年时第24名，2006年时第46名，2005年时第88名。 2010年，公司位于该榜单第53名，2012年下降至第61名。
2007年，诺德斯特龙百货公司是《财富》杂志评选出的世界500强公司中的第286名（前一年为第293名）。 2011年，公司位于该榜单第254名， 2012年，公司位于第242名。